# Lorch (Hesse)
Pour les articles homonymes, voir Lorch.
Lorch est une ville de Hesse (Allemagne), située dans l'arrondissement de Rheingau-Taunus, dans le district de Darmstadt. C’est une ville du Rheingau, connue notamment pour sa viticulture. Elle appartient à la Vallée du Haut-Rhin moyen, un territoire inscrit depuis 2002 au patrimoine mondial de l'UNESCO.
Village typique de la région, que ce soit de par son architecture traditionnelle comme de son paysage vallonné recouvert de forêts et de vignobles, la commune est notamment connue pour son vin et son tourisme.

## Histoire

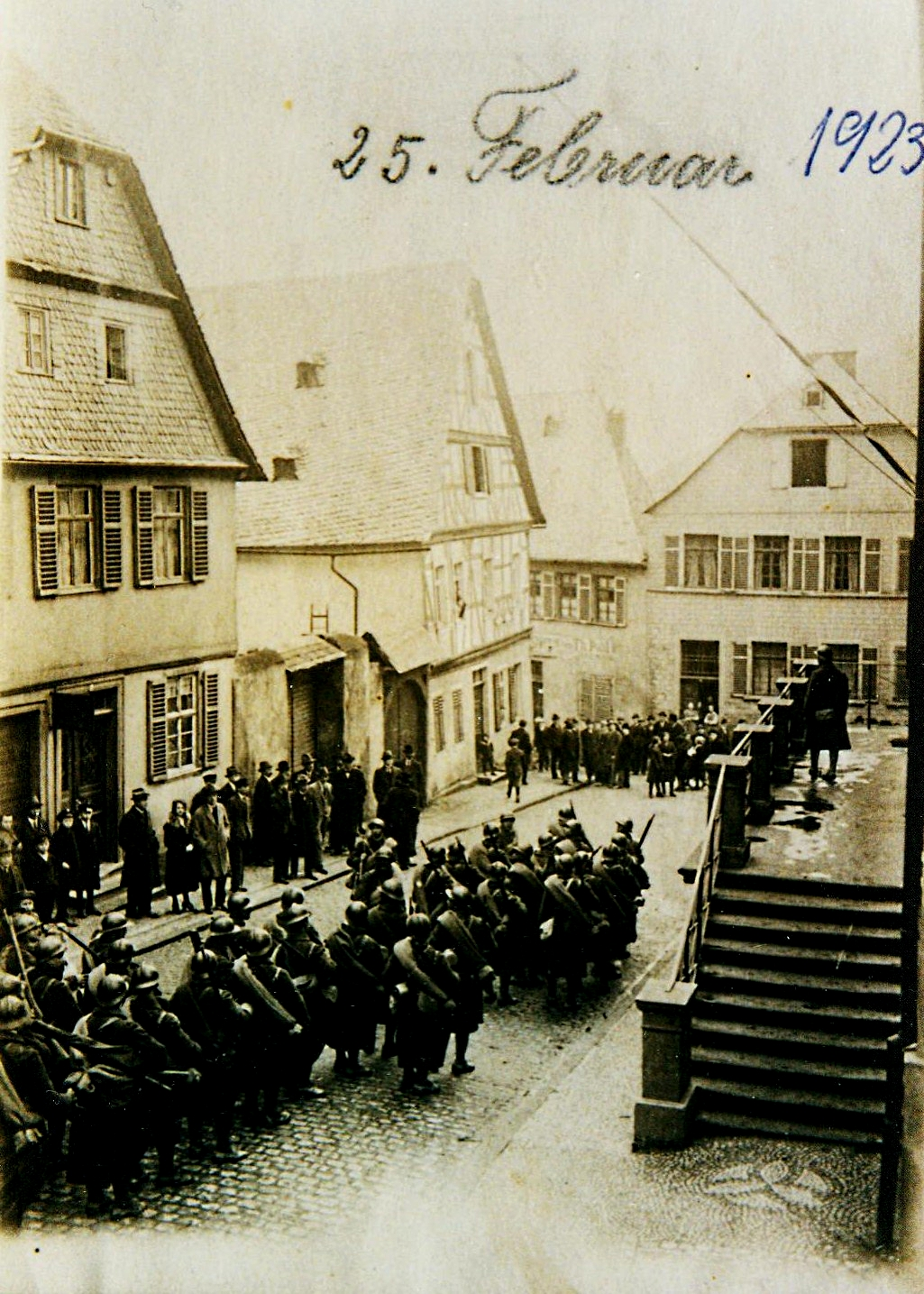
Occupation de la place de Lorch par les troupes auxiliaires marocaines de l'armée française le dimanche 25 février 1923 signifiant la fin de l'État libre du Goulot.

La plus ancienne attestation de la ville de Lorch est un document de l'année 1085, où l'archevêque de Mayence Vécilon certifie que le chanoine Embricho a donné au chapitre de Mayence un certain nombre de biens, y compris une maison et un vignoble, à Lorch.
Elle fut la capitale de l'État libre du Goulot, un territoire quasi indépendant situé entre les zones d'occupation américaine et française, qui exista en Allemagne au début de la République de Weimar, du 10 janvier 1919 au 25 février 1923, jusqu'à l'occupation de la Ruhr.

## Jumelage
- France : Ligugé (Vienne), région Nouvelle Aquitaine.
- France : Saint-Benoît (Vienne), région Nouvelle Aquitaine.